# Vrtojba
Vrtojba (olasz nyelven: Vertoiba) falu Szlovéniában, a Goriška statisztikai régióban, a Vrtojbica-patak két partján fekszik. Közigazgatásilag Šempeter-Vrtojba községhez tartozik. Lakosságának száma 2404 fő. Határátkelőhely Olaszország és Szlovénia közt. Az olasz oldalon található San Andrea külvárosa (szlovénül: Štandrež), amely Gorizia városhoz tartozik. Vrtojbát először a tizenharmadik században említik Toyfa, Toyua vagy Tojva néven Gorizia számadásában. Nevének eredete ismeretlen, ugyanakkor feltételezhetően preszláv eredetű szóból ered. 1350-ben Vertoib néven említik. A település lélekszáma elsősorban a tizenhatodik és a tizenhetedik században nőtt meg, amikor a török támadások elől a délebbi területekről ideköltözött számos telepes. A kései tizennyolcadik században és a tizenkilencedik században a környék korai zöldségeiről és burgonyájáról vált híressé, mellyel ellátta Gorizia és a környék piacait. A második világháború után Nova Gorica iparosodásával és a közeli városok terjeszkedésével újabb letelepedési hullám érte el a települést. Az urbanizáció miatt a település lassanként Nova Gorica egyik elővárosává vált az utóbbi évtizedekben.

## Fordítás
- Ez a szócikk részben vagy egészben  a   Vrtojba című angol Wikipédia-szócikk ezen változatának fordításán alapul.  Az eredeti cikk szerkesztőit annak laptörténete sorolja fel. Ez a jelzés csupán a megfogalmazás eredetét és a szerzői jogokat jelzi, nem szolgál a cikkben szereplő információk forrásmegjelöléseként.